# Cyclocosmia latusicosta
Cyclocosmia latusicosta là một loài nhện trong họ Ctenizidae.
Loài này thuộc chi Cyclocosmia. Cyclocosmia latusicosta được miêu tả năm 2006 bởi Zhu, Zhang & Zhang.